# Feitel Mór
Feitel Mór (Lakompak, 1811. augusztus 12. – Pápa, 1887. március 21.) író, tisztiorvos.
Csehországban tanult, majd Pápán tisztiorvos lett. Munkatársa volt az Allgemeine Zeitung des Judentums (Lipcse), Orient (Lipcse), Israelit, Ben Chananja (Szeged) című lapoknak. Önálló művei: Mesivasz Nefes (Bécs, 1842); Zulässigkeit u. Dringlichkeit der Synagogenreformen (Bécs, 1845); Gotteswort und Gottessegen (költemény Ferenc József dicsőítésére, Pápa, 1855): Die Cholera in Pápa (1866); Reminiscenzen aus meinem Umgange m. Leopold Löw (Pápa, 1875); Ein Beitrag zur Culturgeschichte von Pápa (Pápa, 1885).